# Боровненська сільська рада
Боровненська сільська рада — колишня адміністративно-територіальна одиниця та орган місцевого самоврядування у Камінь-Каширському районі Волинської області з адміністративним центром у с. Боровне.
Припинила існування 3 січня 2019 року через об'єднання в Гуто-Боровенську сільську громаду Волинської області. Натомість утворено Боровненський старостинський округ при Гуто-Боровенській сільській громаді.

## Населені пункти
Сільській раді підпорядковувались населені пункти:
- с. Боровне
- с. Житнівка
- с. Надрічне

## Населення
Згідно з переписом УРСР 1989 року чисельність наявного населення сільської ради становила 2266 осіб, з яких 1096 чоловіків та 1170 жінок.
За переписом населення України 2001 року в сільській раді мешкали 1283 особи.

### Мова
Розподіл населення за рідною мовою за даними перепису 2001 року:
| Мова       | Відсоток |
| ---------- | -------- |
| українська | 99,84 %  |
| білоруська | 0,16 %   |

## Склад ради
Рада складається з 16 депутатів та голови.

## Керівний склад сільської ради
| ПІБ                        | Основні відомості                                                 | Дата обрання | Дата звільнення |
| -------------------------- | ----------------------------------------------------------------- | ------------ | --------------- |
| Оліферчук Михайло Іванович | Сільський голова, 1966 року народження, освіта, безпартійний      | 26.03.2006   | 31.10.2010      |
| Оліферчук Михайло Іванович | Сільський голова, 1966 року народження, освіта вища, безпартійний | 31.10.2010   |                 |

Примітка: таблиця складена за даними джерела